# Andrzej Chętko
Andrzej Edward Chętko (ur. 14 października 1951 w Lublinie) – doktor habilitowany, grafik, typograf, animator kultury, profesor i wykładowca Akademii Sztuk Pięknych w Łodzi.

## Życiorys
Chętko jest projektantem książek, periodyków, okładek, plakatów i druków, ponadto tworzy prace z zakresu filmu animowanego, sztuki video i literatury eksperymentalnej. Jego prace znajdują się m.in. w Museum of Modern Art w Nowym Jorku oraz zbiorach prywatnych. Ponadto z Pawłem Kawińskim współtworzył polską edycję komiksu „Maus”. Jako animator kultury jest współorganizatorem i jurorem Festiwalu Mediów Człowiek w Zagrożeniu i współtwórcą klubu Forum Fabricum. Jest również redaktorem graficznym „Tygla Kultury” (od lat 90. XX w.) i współtwórcą „Kroniki Miasta Łodzi”.
W latach 1987–1993 był przewodniczącym NSZZ „Solidarność” na Akademii Sztuk Pięknych w Łodzi, której jest absolwentem. W 2018 kandydował do Rady Miejskiej w Łodzi z list ruchu „Tak dla Łodzi!”.

## Nagrody i odznaczenia
- Nagroda Ministra Kultury[3]
- Odznaka „Za Zasługi dla Miasta Łodzi” (2011)[2]